# 技術と人間
『技術と人間』（ぎじゅつとにんげん）は、1972年から2005年まで発行されていた日本語の雑誌。

## 沿革・概要
1972年4月、技術系出版社アグネより季刊雑誌として創刊された。1974年4月より月刊化。2005年10月、通巻359号をもって刊行終了、休刊。
原子力、生命科学、コンピュータ、公害・環境問題といった、現代技術と人間の関係をあらゆる角度から問いつづけた。原子力開発に関しては一貫して反対の論陣を張り、反原発運動の拠点となっていたといわれる。先鋭な問題意識のもと、在野の研究者や現役の技術者を積極的に登用して誌面が構成された。技術評論家星野芳郎は「戦後ジャーナリズム史上のひとつの驚異」と評した。
編集長を務めた高橋曻は、本誌創刊に携わったのち、企業広告に依存しない誌面づくりのために、1974年独立し「株式会社・技術と人間」を創立して刊行を引き継いだ。環境問題を専門とするフリージャーナリスト天笠啓祐は、本誌編集部員であった。